# 涪陵站

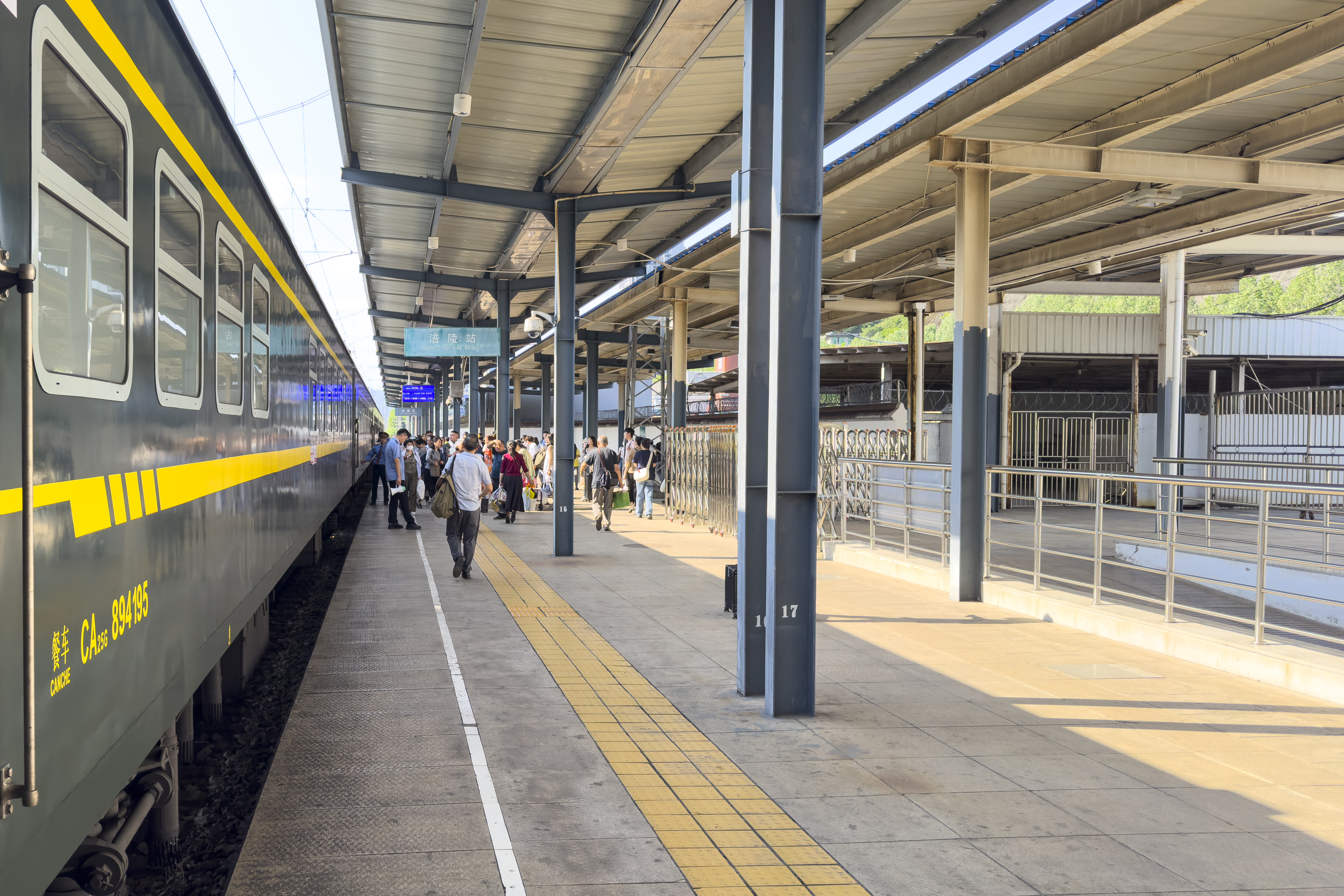
1站台

涪陵站是位于中华人民共和国重庆市涪陵区荔枝路的一座铁路车站，邮政编码408000。车站建于2000年，有渝怀铁路、南涪铁路经过该站，现办理客货运业务，车站及其上下行区间均为电气化区段。目前客运：办理旅客乘降；办理行李、包裹托运；不办理货运业务。车站距离怀化站502公里，距离团结村站119公里。车站隶属成都铁路局，是二等站。